# Băbească Neagră
Băbească neagră eller Rară Neagră är en rumänsk-moldavisk blå vindruva. Den odlas främst i sydöstra Moldavien i området Ştefan Vodă där vinproducenten Purcari är lokaliserad. Den odlas också i Rumäniens provinser Västmoldavien, Dobruja och Valakiet. Den förekommer dessutom sparsamt i Ukraina och Nordöstra USA där den kallas vid sitt ryska namn, Sereksiya Charni. Namnet "Băbească neagră" kan ungefär översättas till "farmors svarta" eller "tantens svarta". Băbească är ett till rumänskan inlånat ord från slaviska språk (Babushka) och neagră är latinets ord för svart. 
De flesta viner som produceras av denna druva är lättare fruktiga vin och den anses inte vara en riktig kvalitetsdruva i Rumänien. Băbească mognar sent och är med sitt tunna skal känslig för svampsjukdomarna Botrytis, Mildio och Oidium. Dessutom än den känslig för torka. Den tål dock mycket låga vintertemperaturer. För att undvika syndromet millerandage måste man gallra bland klasarna under säsong, s.k. grönskörd.
År 2017 odlades den på 2 615 hektar i Rumänien, men år 2006 var den planterad på 6 313 hektar. Den har således minskat drastiskt i Rumänien.
I Moldaviens klimat i södern blir den betydligt bättre än i Rumänien. Moldaverna kallar den Rară Neagră och den anses vara en av landets specialiteter. Den ingår i det berömda vinet Svart Purcari (Negru du Purcari). När Purcari ville ha sorten var den nästan utrotad i Moldavien så de fick tillverka sina egna plantor, den gick inte att köpa. Purcari har två varianter, en som är mörkare och en annan som är ljusare. Den ljusa varianten, Băbească Gris, gör de rosévin på. Uppgifter om planterad areal i Moldavien är svårtillgängligt, men troligtvis är det en mycket liten areal som är planterad med denna druva och det rapporterades bara 14 000 hektoliter år 2017. Det fanns dock 2017 ett ökande intresse för druvan i Moldavien. 
Det finns också en mutation som är en helt grön druva, Băbească alb.
Druvans ursprung är omdebatterat, men att den är gammal står klart. Möjligen har den sitt ursprung där den också är mest populär idag, i trakterna av Södra Moldavien och Sydöstra Rumänien.

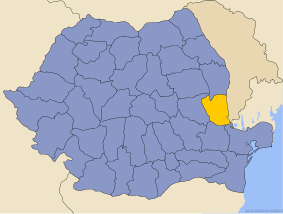
Området Galați i Rumänien där vissa tror att Băbească neagră har sitt ursprung.
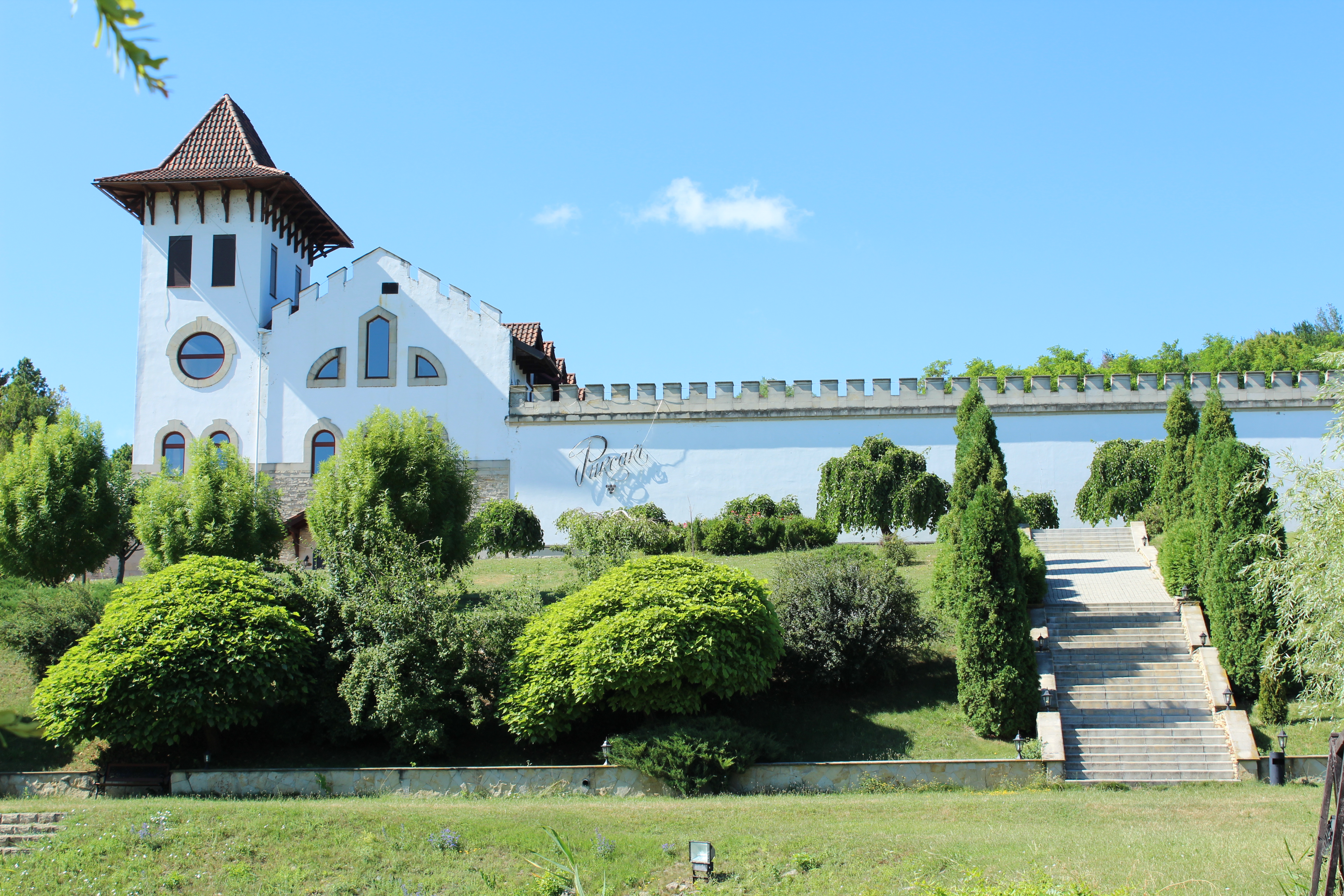
Chateau Purcari i Sydöstra Moldavien.
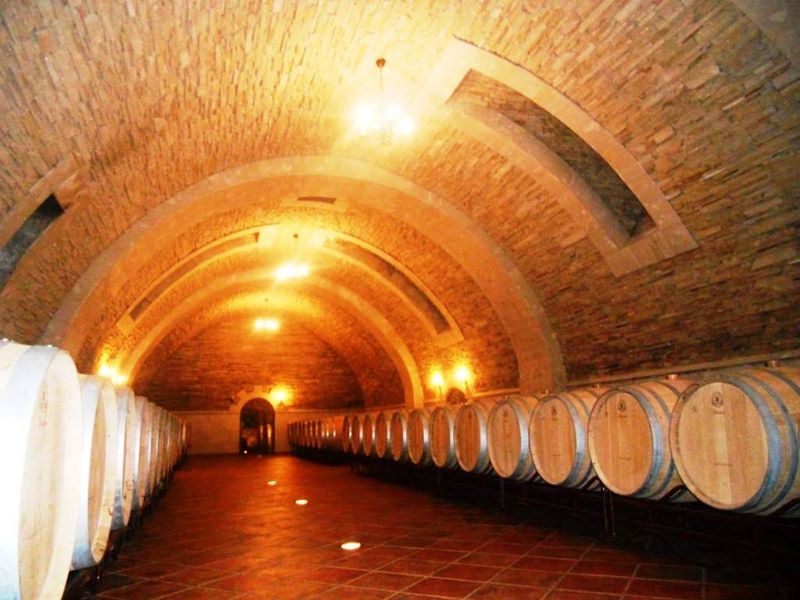
Purcaris vinkällare.